# Benigembla
Benigembla és una població i municipi de la comarca de la Marina Alta, en la Vall de Pop i en el País Valencià.

## Geografia
Benigembla es troba a uns 314 m d'altura del nivell del mar. Les principals altures destacables del seu terme municipal, que té 18,4 km², són el Morro d'en Serra (1.001 m), el Cavall Verd (793 m), la Penya de l'Altar (999 m), la Solana (793 m) i el Mirabó (691 m). Limita amb els termes de Murla, Castell de Castells, Parcent, Tàrbena, i la Vall de Laguar.

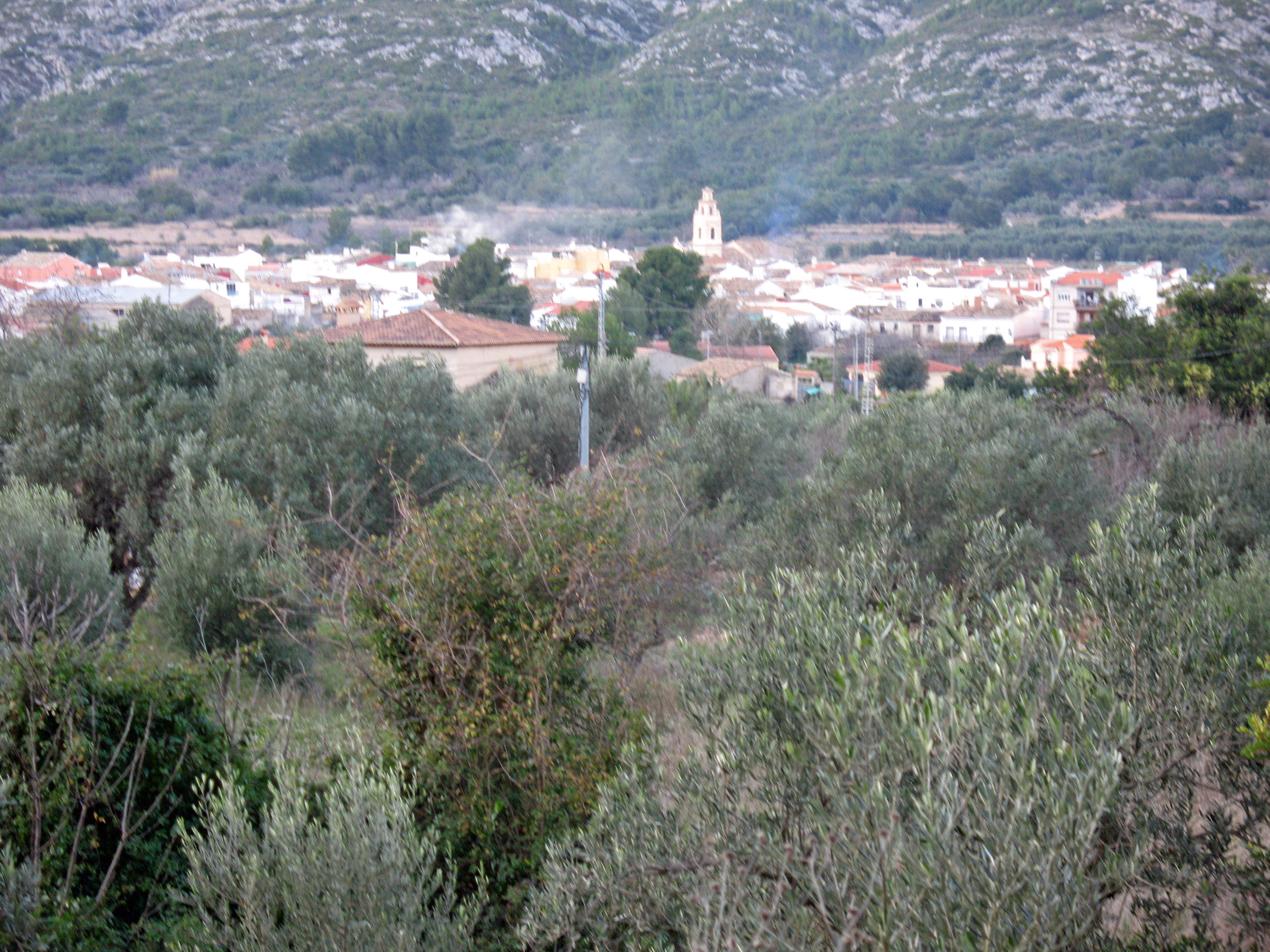
El poble de Benigembla

Enclavat a la Vall de Pop, a la vora del riu Xaló-Gorgos i al peu de la serra del Cavall Verd, la seua orografia és molt esquerpa i procliu a la pràctica de senderisme, amb la pujada a la Penya de l'Altar (890 m); o al Penyó (793 m) de la muntanya del Cavall Verd o de Pop; el paratge i la zona recreativa del Safareig o la Font; la Zona d'Acampada de la Vall de Pop en la partida de les Palmeres; els barrancs d'Alcaina i de Galitero; la ruta de la Penya Blanca (denominada així perquè està enclavada en un paratge on mai pega el sol) o les fonts de l'Ullet, del Pasqualet; de Dalt i de Baix;la del Xop; la Font Roja, i la Font de les Murteres.

Benigembla

Hi destaca l'ascensió al cim del Cocoll (1.048 m), ruta senyalitzada i que s'inicia des del camí del Corral Nou, a uns 350 metres de Benigembla en direcció a la carretera que va a Castell de Castells. Les vistes, si l'oratge ho permet, són magnífiques: El Cavall Verd, el Carrascar d'Ebo, Alfaro, el Pla de Petracos, Serrella, Aixortà, Aitana, i el Carrascal de Parcent.
El riu Gorgos passa per Benigembla i al llarg del seu recorregut és abundant en canyes, que els llauradors de la zona han usat com a matèria primera per a elaborar canyissos (per a les teulades o per a estendre sobre ells el raïm a fi que el sol el secara i el convertira així en pansa), cistelles, paneres, gàbies, tabaquets de cosir, etc.

## Localitats limítrofes
Limita amb els termes municipals de La Vall de Laguar, Murla, Castell de Castells, Parcent i Tàrbena.

## Flora
En la ruta que porta al Cocoll de Benigembla es pot apreciar una varietat botànica que va del matollar sec de solana a les llomes baixes carregat de xares, mates i camamirles, matoll d'altura a les parts més altes amb espígoles i sàlvies i baixant per les pedres d'ombria trobem marfulls, hedreres i fleixos. Prop del poble es troba l'olivera dels Figuerals, un arbre monumental amb 9 m de perimetre i 11 d'alçada.

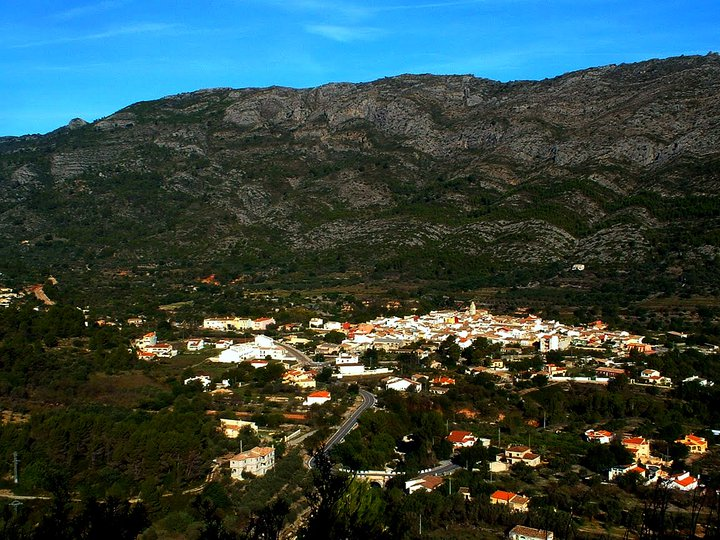
El poble de Benigembla

Les muntanyes de Benigembla també proporcionen en abundància el serrello, conegut en altres indrets amb els noms de serrelot, servero i fenàs, el gram més abundant de les serralades del poble, que empraven els raïmers per embolicar el moscatell, i també usat per a alimentar el bestiar. En la muntanya del Cavall Verd també podem trobar una colònia de Caralluma Mumbyana Hispànica, una planta endèmica del sud-est peninsular, espècie protegida segons la Unió Internacional per a la Conservació de la Natura (UICN). Hui dia sols hi ha tres colònies més en el País Valencià.

## Història

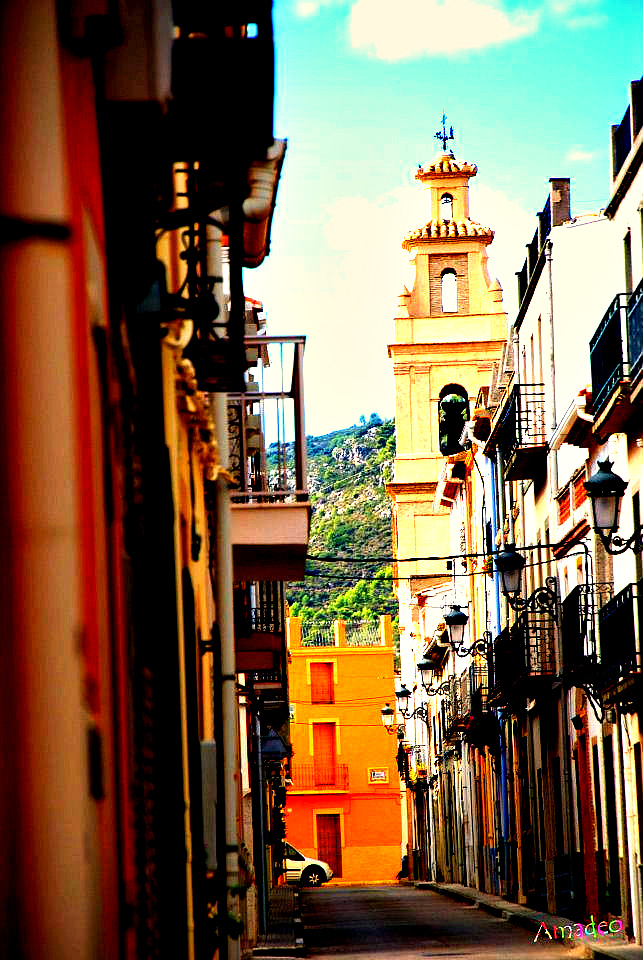
El Carrer Llarg amb el campanar de l'Església Sant Josep al fons

Diverses investigacions realitzades en les pintures rupestres del Pla de Petracos (antic poblat morisc, situat a 7,5 km de Benigembla en direcció a la Vall d'Ebo), demostra que la zona fou poblada des de la prehistòria. Es tracta de pintures d'art llevantí i macroesquemàtic, d'uns 8.000 anys d'antiguitat, que en 1998 varen ser declarades Patrimoni de la Humanitat per la UNESCO, i en 2005 parc d'interés cultural per la Generalitat Valenciana. El jaciment es troba a vora de 500 m sobre el nivell del mar, en el marge esquerre del Barranc de Malafí, i es compon de huit abrics, cinc dels quals presenten motius pintats perfectament visibles.
El poble de Benigembla és d'origen àrab. Després de la conquesta es mantingué la població que, poc abans de la seua expulsió, s'acostava als 200 habitants. Fins al 1544 fou senyoriu de la família de Pere Andrés. En 1609, arran del decret d'expulsió dels moriscs, la població àrab del poble es va fer forta a la Vall de Laguar, en companyia d'altres 16.000 i escaig moriscs de la zona. Des de Benigembla, Agustí Messia, capità de l'exèrcit cristià, dirigí l'operació que acabà amb la revolta. El 1676 passà a formar part del comtat de Parcent, i posteriorment a mans de la família de la Cerda.
La muntanya del Cavall Verd o del Pop fou un dels últims reductes de la resistència dels moriscs de l'antic Regne de València. A mitjans de novembre de 1609 uns 17.000 moriscs acampats en esta muntanya, armats amb fones, pedres i alguna ballesta, confrontaren cinc mil soldats dels terços de Nàpols i Sicília. El resultat del combat desigual fou evident: l'exèrcit de Felip III massacrà milers de moriscs i la resta es va refugiar en els escarpats cingles del Cavall Verd, el nom de la qual evoca precisament la figura llegendària d'un cavall verd que esperaren sense èxit per a salvar-se de l'expulsió. Allí varen resistir uns pocs dies sense aigua ni queviures fins a la seua capitulació final, i molts moriren en l'intent.
Al terme de Benigembla es troben les restes de l'antic castell, d'origen islàmic, denominat el Castell de Pop, les restes del qual es conserven al tossal del Cavall Verd o muntanya del Pop, contrafort meridional de la Vall de Laguar, i del nord del poble de Benigembla. Amb el repartiment fou atribuït al català Pere d'Altafulla, però després recuperat per Al-Àzraq.
L'abril del 1245, el cabdill àrab, al-Azraq i l'infant Alfons d'Aragó signaren el “Pacte del Pouet” pel qual l'àrab es declarava vassall del rei Jaume I, lliurant-li, immediatament el castell de Pop i el castell de Tàrbena, retenint per un període determinat el castell de Margarida, castell de Cariola, Castell de Castells, castell de Gallinera, castell d'Alcalà i castell de Perputxent.

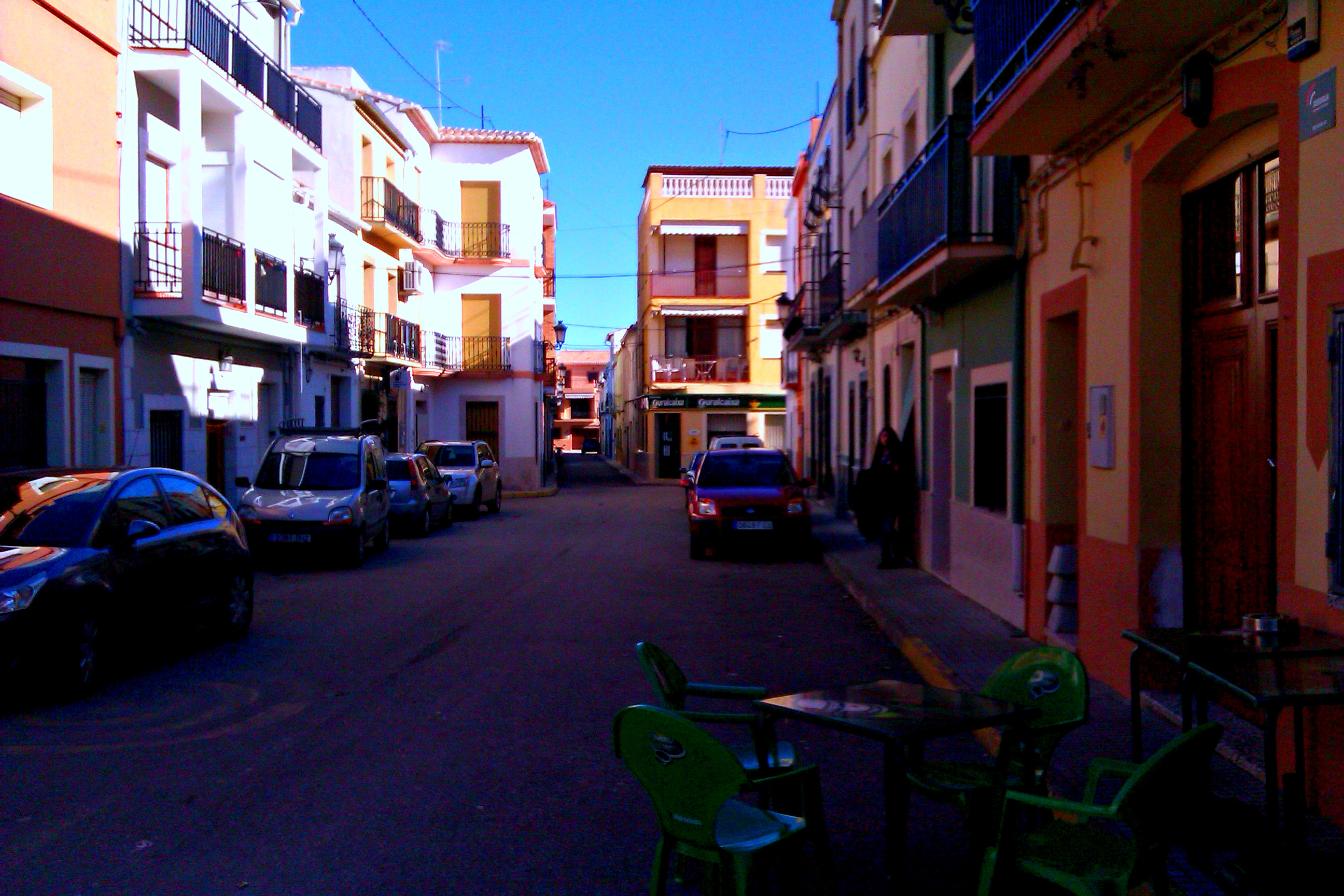
La plaça més important de Benigembla

Des del 1329 fou posseït per Vidal de Vilanova i els successors. La fortalesa s'estenia entre els dos cims; sobre el més elevat està el cos principal del castell. Durant l'últim període musulmà pertanyé a Al-Azraq, el qual el va entregar a Jaume I el Conqueridor pel pacte d'Alcalà de la Jovada. Més tard, Pere el Gran va ordenar destruir-lo, i avui en queden molt pocs vestigis. El castell dona nom a la Vall de Pop, vall mitjana del riu Xaló-Gorgos, pintoresca i amb els típics conreus de secà i regadiu. Com molts pobles de la Vall de Pop, després de la reconquesta i l'expulsió dels moriscs es va repoblar de camperols de les Illes Balears i Catalunya.

## Demografia
En 1615 el poble tenia tan sols 99 habitants, i en 1715 arriba a 360 habitants. Durant la primera meitat del segle xvii s'observa un increment de la població, que arriba a consolidar-se gràcies a l'arribada de colons nascuts a les Illes Balears, els quals arribaren a Benigembla i a altres indrets de les comarques centrals valencianes a causa de la mala situació econòmica i social que hi havia a les illes. De fet, la població mallorquina passa a ser predominant en alguns pobles, com ara Benimassot, Famorca, Sanet i Negrals, i el Verger. La població de Benigembla va créixer espectacularment fins a 1870 i va arribar a un màxim de quasi 900 habitants.
Des de l'any 1900 a 1964, la població va disminuir en un 34 per cent, degut a un corrent migratori cap als Estats Units d'Amèrica, a Algèria, i a altres indrets europeus.
Dels 606 habitants censats població màxima assolida en els últims 72 anys el 2011, el 48% de la població és immigració a Espanya, principalment britànics.
En 1998 hi havia a Benigembla 382 habitants, i en el cens de l'any 2006 la població arriba a 563 habitants, i en el 2022 hi ha 512 habitants. Hui dia hi ha un 52% de la població d'acord al cens del 2022 que és estrangera, dels quals vora un 67.5% són procedents del Regne Unit de la Gran Bretanya, mentres que la resta provenen d'Amèrica del Nord, França, Alemanya, Bèlgica, els Països Baixos, i l'est d'Europa.
Segons l'últim cens, el 70% de la població és catalanoparlant. 

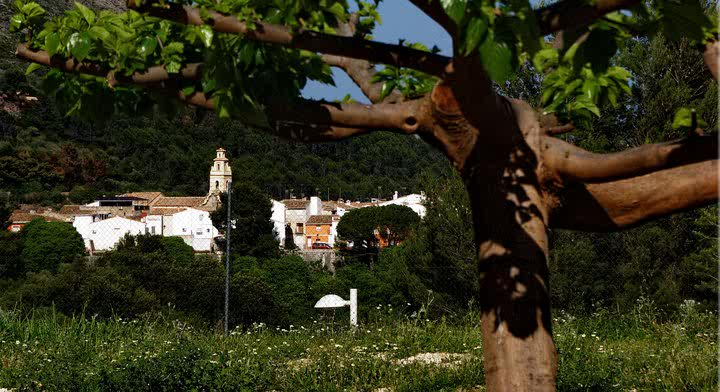
Una imatge de Benigembla

| Evolució de la població de Benigembla | Evolució de la població de Benigembla | Evolució de la població de Benigembla | Evolució de la població de Benigembla | Evolució de la població de Benigembla | Evolució de la població de Benigembla | Evolució de la població de Benigembla | Evolució de la població de Benigembla | Evolució de la població de Benigembla | Evolució de la població de Benigembla | Evolució de la població de Benigembla | Evolució de la població de Benigembla | Evolució de la població de Benigembla | Evolució de la població de Benigembla | Evolució de la població de Benigembla | Evolució de la població de Benigembla | Evolució de la població de Benigembla | Evolució de la població de Benigembla | Evolució de la població de Benigembla | Evolució de la població de Benigembla |
| Any                                   | 1857                                  | 1887                                  | 1900                                  | 1910                                  | 1920                                  | 1930                                  | 1940                                  | 1950                                  | 1960                                  | 1970                                  | 1981                                  | 1991                                  | 2000                                  | 2006                                  | 2007                                  | 2009                                  | 2011                                  | 2012                                  | 2022                                  |
| ------------------------------------- | ------------------------------------- | ------------------------------------- | ------------------------------------- | ------------------------------------- | ------------------------------------- | ------------------------------------- | ------------------------------------- | ------------------------------------- | ------------------------------------- | ------------------------------------- | ------------------------------------- | ------------------------------------- | ------------------------------------- | ------------------------------------- | ------------------------------------- | ------------------------------------- | ------------------------------------- | ------------------------------------- | ------------------------------------- |
| Població                              | 809                                   | 879                                   | 758                                   | 667                                   | 649                                   | 730                                   | 693                                   | 689                                   | 564                                   | 549                                   | 420                                   | 380                                   | 392                                   | 563                                   | 570                                   | 589                                   | 606                                   | 583                                   | 512                                   |

## Economia
Una de les ocupacions dels benigemblers és l'agricultura, encara que actualment només es conrea el 28% del terme municipal. A mitjan segle xix, la producció de pansa va experimentar un considerable augment a tota La Vall de Pop i a tota la Marina Alta, a causa de la gran demanda del mercat britànic. Se sol citar l'any 1818 com l'inici d'esta expansió econòmica per haver-se produït eixe any la primera pujada significativa del preu del gra de raïm. Va començar llavors una plantació de ceps massiva per tota la comarca, a fi de proveir de raïm de moscatell a la que ja es perfilava com la primera indústria dels benigemblers i marinencs. S'encetava així el que més tard s'anomenaria «el segle de la pansa». La producció de la pansa tingué la seua esplendor al llarg del segle xix, i fins a mitjans del segle xx. La vinya era el conreu tradicional, i la varietat de moscatell s'imposava com a única. Els riuraus s'utilitzaven per a guardar la pansa de la humitat i les pluges. Encara es conserven algunes d'estes edificacions rurrals en el terme municipal, però ningú escalda el raïm avui en dia, per la falta de rendibilitat de la pansa.

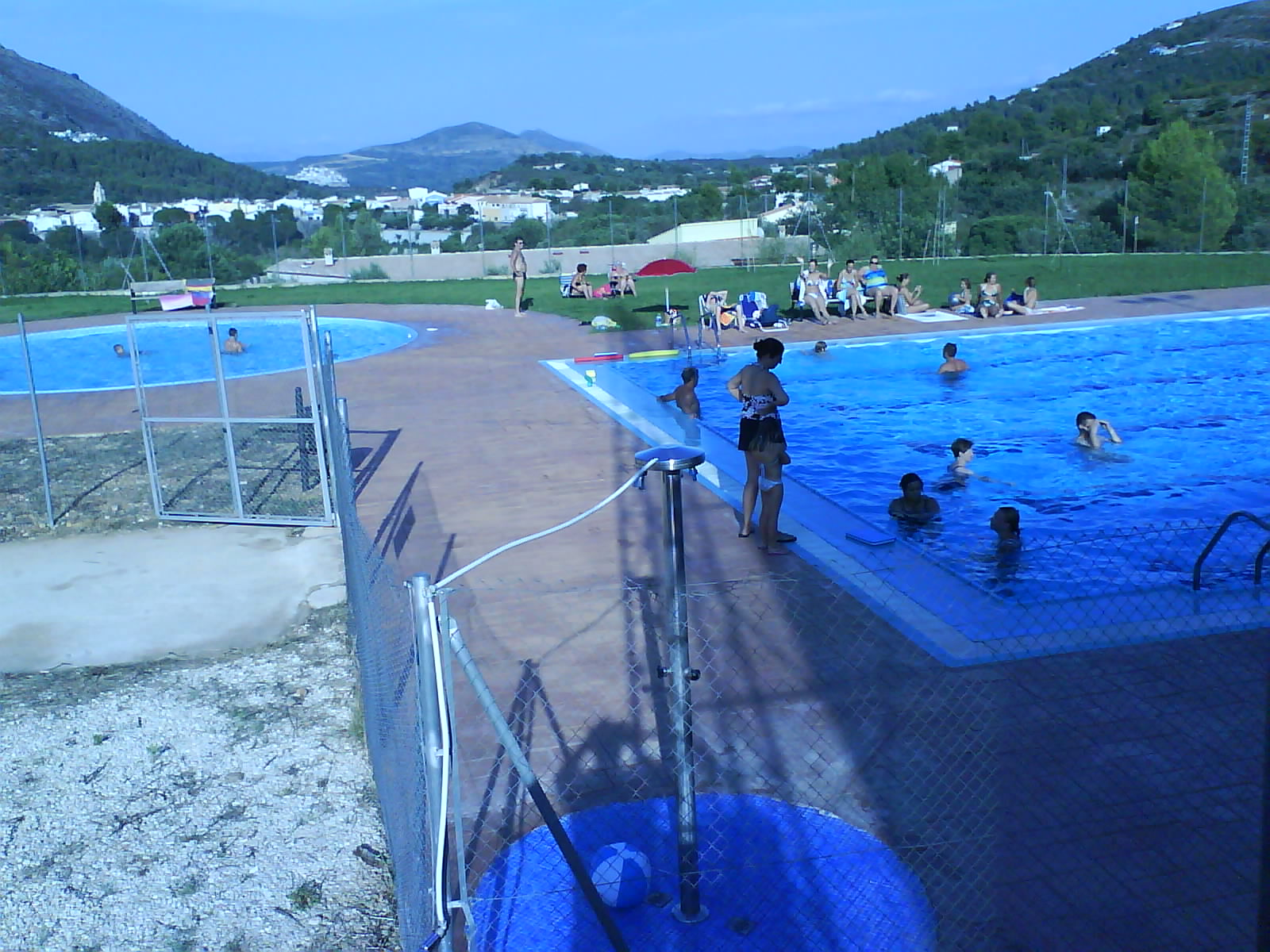
La piscina de Benigembla i el poble al fons

Avui, els conreus més estesos són els següents: els cítrics, vinya, oliveres, ametllers, garrofers i figueres. Ara la producció d'olives i oli d'oliva pareix que siga més rendible, per això que avui queden molt pocs ceps de raïm moscatell, i sols queden alguns ceps de vi pel consum de casa, i per regalar als amics. Encara que poc, s'hi conserva l'artesania dels cabassos de palma.

El sector de la construcció també ocupa un sector important de la població. La construcció s'ha beneficiat del turisme residencial, que ha augmentat considerablement en els últims anys.
Una altra part de la població són empleats del sector públic. El turisme rural també comença a tenir un paper rellevant en l'economia local. Com a conseqüència del turisme rural, en el poble hi ha dos restaurants, dues cases rurals, una zona d'acampada, i una zona recreativa. Degraciadament, la residència de la tercera edat dels masons no es va materialitzar perquè es troba en el LIC del riu Xaló-Gorgos.

## Política
El primer alcalde del poble elegit, després de la transició democràtica, fou Antoni Caselles i Peréz del PSPV-PSOE, amb el suport de AP, encara que les primeres eleccions foren guanyades per la UCD, ja que va aconseguir 3 regidors de 7.
D'ençà que hi ha eleccions municipals, el BLOC-Compromís ha guanyat una volta, el PP ha guanyat dues eleccions, el PSPV-PSOE ha guanyat 5 eleccions, el PDP una elecció, els independents de Benigembla una elecció, l'antiga UCD una elecció.
En les eleccions municipals de 2003 el PP va obtenir l'alcaldia mercés als seus 4 regidors, i el PSPV n'obtingué 3. En les eleccions de l'any 2003 es presenta per primera volta una candidatura del Bloc Nacionalista Valencià.
En novembre de l'any 2004, L'Ajuntament de Benigembla va signar un conveni urbanístic amb l'empresa Coll de Rates, que tenien com a caps a Andrés Ballester i a Julio Iglesias. La major part de la població en conèixer la notícia per la premsa mostrà el rebuig al conveni urbanístic, així com al secretisme en què es va signar, i també mostraren el seu rebuig a l'evocació de les lleis d'urbanisme valencià, comegudes com a LRAU.
Al juny de l'any 2005 va dimitir el batle Aureli Llinares i Mas, del Partit Popular, i la major part del seu equip de govern, a conseqüència de la pressió popular exercida sobre l'equip del govern municipal. El poble de Benigembla va viure un autèntic terratrèmol polític que va acabar amb la dimissió en bloc de sis dels set edils de la corporació després de la polèmica signatura del conveni urbanístic que venia bona part del terme municipal a l'empresa Coll de Rates.
De juliol a setembre del 2005 Benigembla es va quedar sense ajuntament, fins que el popular Joan Felip Pérez i Mengual (únic regidor que no va dimitir per ser l'únic que no havia signat el conveni amb la promotora) va crear un nou govern. Al juny del 2007 és elegit com a alcalde el popular Ferran Mengual (el seu partit obtingué 3 regidors, el PSPV 2, el BLOC 1, i el partit local Gent de Benigembla 1), però part de la militància no va acceptar la seua candidatura a l'alcaldia i li va donar l'esquena.

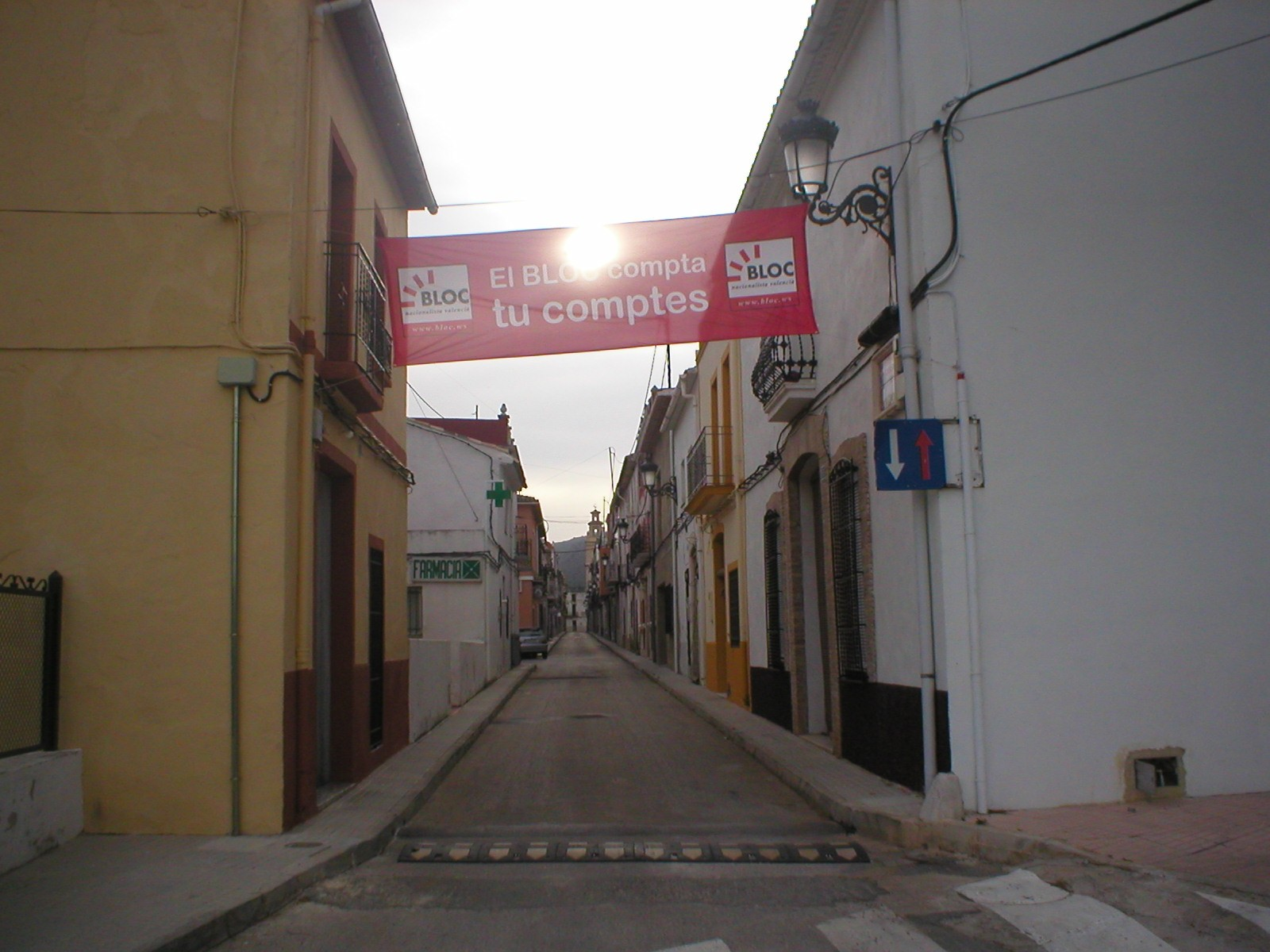
Pancarta del BLOC durant la campanya electoral a Benigembla.

El 23 d'agost del 2008 una moció de censura donà l'alcaldia a Joan Caselles i Mengual, del BLOC, amb els vots dels 2 regidors del PSPV-PSOE i el regidor de GB. Entre els motius destacats pels signants de l'esmentada moció destaquen tant el trencament de les relacions entre l'alcalde popular Ferran Mengual, i el seu tinent d'alcalde Josep Vicent Mahiques, així com la greu amenaça urbanística que patia el municipi, i la manca de transparència democràtica de l'alcaldia, junt amb l'augment del deute municipal. El 21 de maig de 2010, després de quasi 6 anys de la signatura del polèmic conveni urbanístic amb la promotora Coll de Rates del grup Ballester, en un ple extraordinari convocat per l'alcalde Joan Caselles i Mengual i la filla d'Andrés Ballester es va acordar anul·lar el conveni urbanístic amb tots els efectes que comportava.
En les eleccions municipals de maig del 2011, Compromís tragué 3 regidors, el PSPV-PSOE 2 regidors i el PP 2 regidors. Va ser la primera volta que la llista del Compromís guanyava les eleccions municipals, i Joan Caselles i Mengual va ser elegit alcalde amb el suport dels altres 2 regidors del seu partit.
En les eleccions municipals de maig de l'any 2015 el PSPV-PSOE tragué 3 regidors, el PPCV 2 regidors, i Compromís 2 regidors. L'alcaldia va ser assumida pel PSPV-PSOE amb Rogelio Taverner al capdavant.
El Ple de l'Ajuntament està format actualment per 7 regidors. En les eleccions municipals de 26 de maig de 2019 foren elegits 4 regidors del (PSPv-PSOE), i 3 de Compromís per Benigembla (Compromís).

### Alcaldia
Des de 2015 l'alcalde de Benigembla és Rogelio Taverner Sendra, del Partit Socialista del País Valencià (PSPV-PSOE).
| Període                       | Alcalde o alcaldessa                              | Partit polític | Data de possessió     | Observacions        |
| ----------------------------- | ------------------------------------------------- | -------------- | --------------------- | ------------------- |
| 1979–1983                     | Antoni Caselles i Pérez                           | PSPV-PSOE      | 19/04/1979            | --                  |
| 1983–1987                     | Francesc Mas i Taverner                           | CIB            | 28/05/1983            | --                  |
| 1987–1991                     | Francesc Mas i Taverner                           | PDP-CV         | 30/06/1987            | --                  |
| 1991–1995                     | Francesc Taverner Taverner                        | PSPV-PSOE      | 15/06/1991            | --                  |
| 1995–1999                     | Francesc Taverner i Taverner                      | PSPV-PSOE      | 17/06/1995            | --                  |
| 1999–2003                     | Rogelio Sendra i Taverner                         | PSPV-PSOE      | 03/07/1999            | --                  |
| 2003–2007                     | Aurelio Llinares Mas Joan Felip Peréz i Mengual   | PP             | 14/06/2003 30/09/2005 | dimissió --         |
| 2007–2011                     | Ferran Mengual i Taverner Joan Caselles i Mengual | PP Bloc        | 16/06/2007 23/08/2008 | Moció de censura -- |
| 2011–2015                     | Joan Caselles i Mengual                           | Compromís      | 11/06/2011            | --                  |
| 2015–2019                     | Rogelio Taverner Sendra                           | PSPV-PSOE      | 13/06/2015            | --                  |
| 2019-2023                     | Rogelio Taverner Sendra                           | PSPV-PSOE      | 15/06/2019            | --                  |
| Des de 2023                   | n/d                                               | n/d            | 17/06/2023            | --                  |
| Fonts: Generalitat Valenciana |                                                   |                |                       |                     |

### Corporació Municipal i eleccions de 2019
El Ple de l'Ajuntament està format per 7 regidors. En les eleccions municipals de 26 de maig de 2019 foren elegits 4 regidors del Partit Socialista del País Valencià (PSPV-PSOE) i 3 de Compromís per Benigembla (Compromís).
| Eleccions municipals de 26 de maig de 2019 - Benigembla                                                         |                                          |                                     |                                     |      |          |          |
| Candidatura | Candidatura                              | Candidatura                         | Cap de llista                       | Vots | Vots     | Regidors |
| | Partit Socialista del País Valencià-PSOE |                                     | Rogelio Taverner Sendra             | 132  | 57,89%   | 4 (+1)   |
| | Compromís per Benigembla                 |                                     | David Torrens i Hey                 | 87   | 38,16%   | 3 (+1)   |
| | Altres candidatures                      |                                     |                                     | 8    | 11,00%   | 0 ( -2)  |
| | Vots en blanc                            |                                     |                                     | 1    | 0,44%    |          |
| Total vots vàlids i regidors                                                                                    | Total vots vàlids i regidors             | Total vots vàlids i regidors        | Total vots vàlids i regidors        | 228  | 100 %    | 7        |
| | Vots nuls                                | Vots nuls                           | Vots nuls                           | 4    | 1,72%    |          |
| Participació (vots vàlids més nuls)                                                                             | Participació (vots vàlids més nuls)      | Participació (vots vàlids més nuls) | Participació (vots vàlids més nuls) | 232  | 68,44%** |          |
| Abstenció | Abstenció                                | Abstenció                           | Abstenció                           | 107* | 31,56%** |          |
| Total cens electoral                                                                                            | Total cens electoral                     | Total cens electoral                | Total cens electoral                | 339* | 100 %**  |          |
| Alcalde: Rogelio Taverner Sendra (PSPV) (15/06/2019)                                                            |                                          |                                     |                                     |      |          |          |
| Fonts: JEC, JEZ Dénia, Periòdic Ara. (* No són vots sinó electors. ** Percentatge respecte del cens electoral.) |                                          |                                     |                                     |      |          |          |

## Edificis d'interès, turisme, i altres
Principalment cal destacar entre altres:

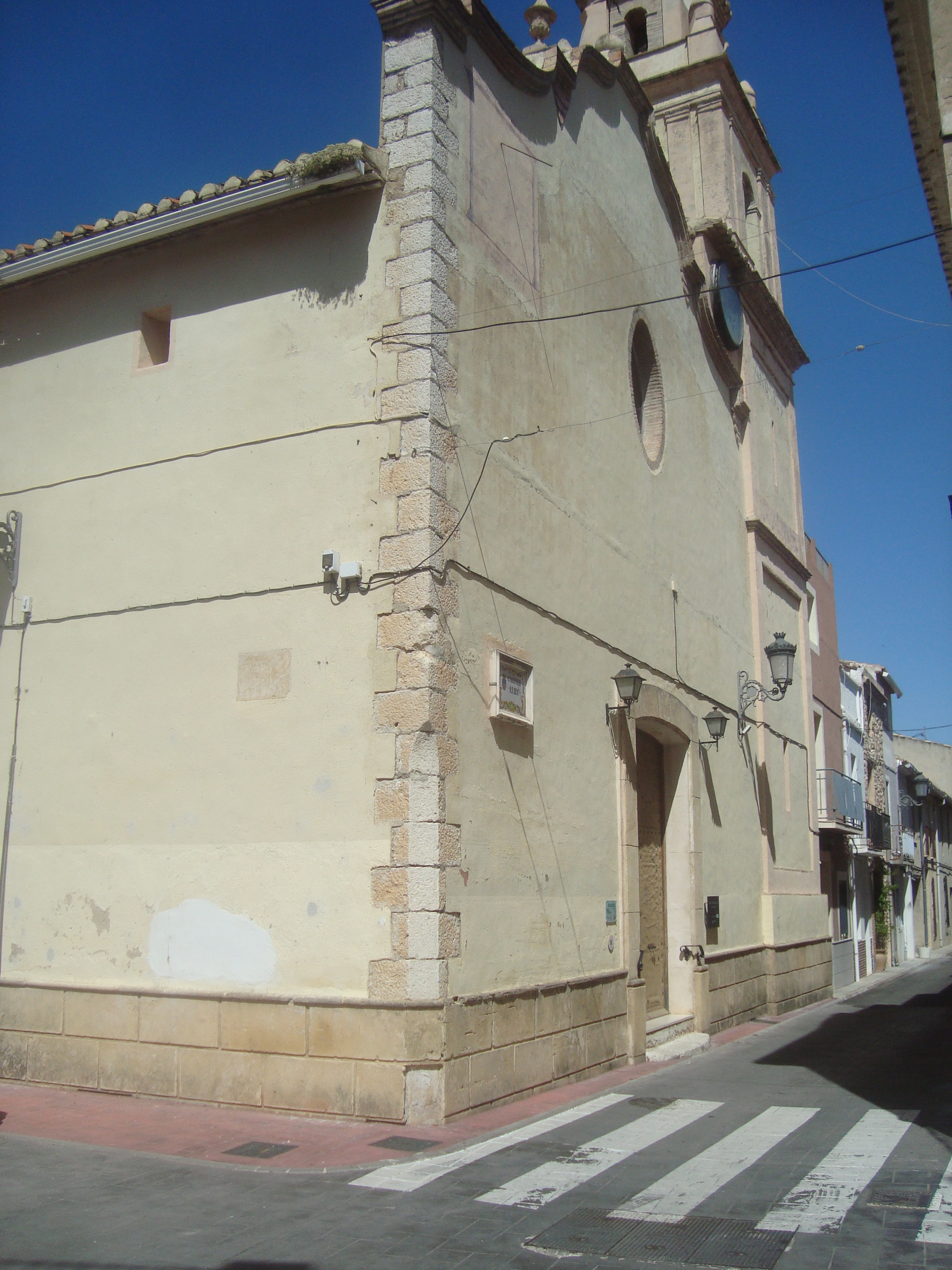
L'Església de Sant Josep (Benigembla).

- Església de Sant Josep, d'estil neoclàssic del segle xviii, amb un campanar barroc. El 1994 l'edifici va ser restaurat i es va efectuar la reparació de la campana gran (denominada Maria la Gran), a càrrec de l'empresa Hermanos Portilla. L'església té també una campana menuda o de Vernissa, anomenada de Santa Bàrbara (Domingo Tormo 1808), i una mitjana denominada Maria Bàrbara (Domingo Tormo 1868).existed. Destaca també un rellotge solar a la façana principal amb la inscripció llatina Tempus Fugit.

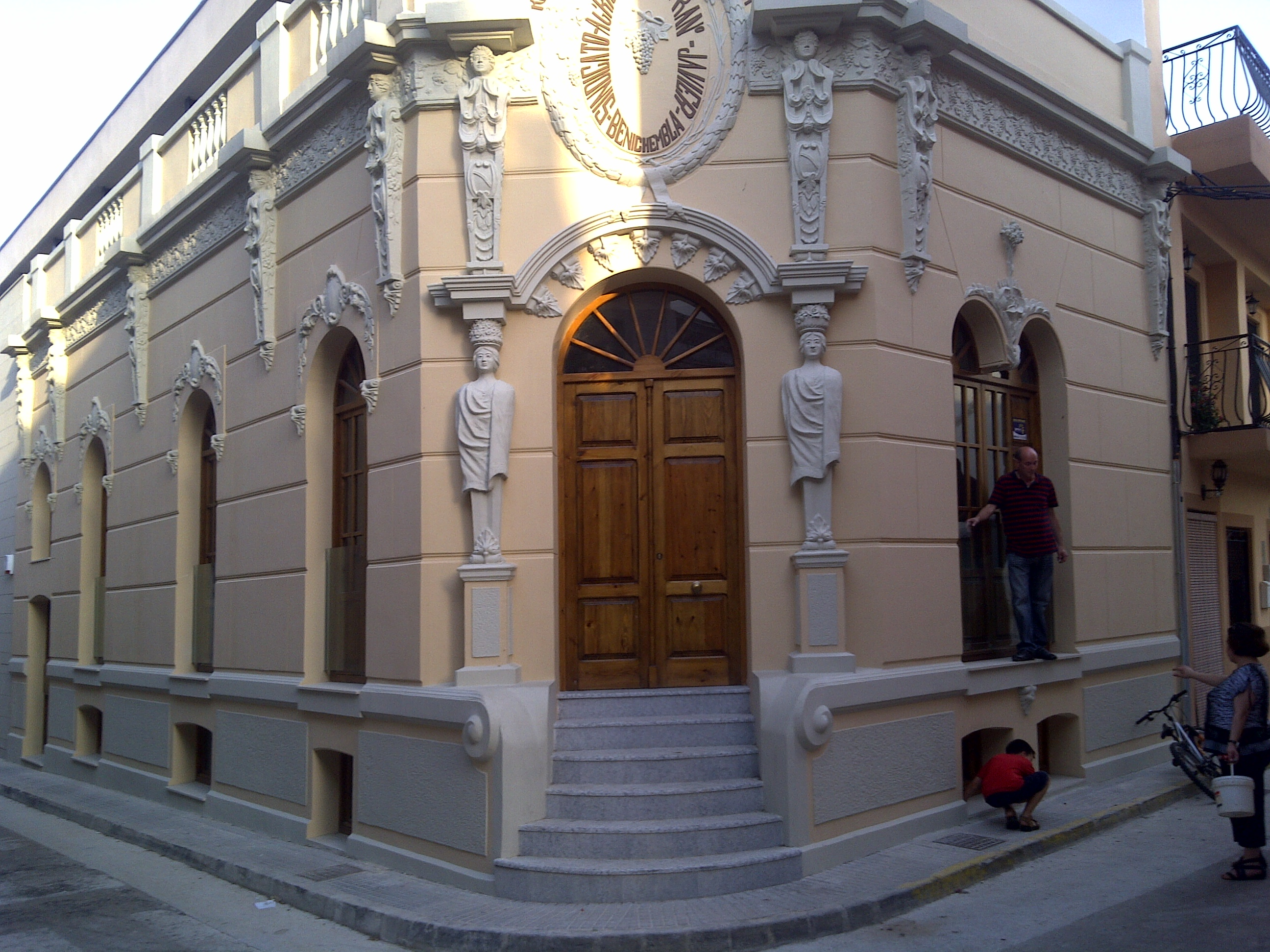
Centre Sociocultural del Sindicat de Benigembla

- El Sindicat, d'estil neoclàssic amb elements del rococó i barroquisme francés, tal vegada per la influència del retorn dels benigemblers de l'emigració a Algèria. Està situat en el cantó del Carrer Llarg i el Carrer Sant Francesc Xavier, i va ser construït el 1925 a partir del disseny d'Adelí Moll. El local pertanyia als socis de la Cooperativa Sant Francesc Xavier, però l'Ajuntament el comprà el 2005 a fi restaurar-lo. En febrer de 2010 es porta a cap una rehabilitació de l'interior i de la façana amb un pressupost de vora 500.000 euros, i des de llavors compta amb tres plantes. L'edifici s'ha adequat per a la realització d'exposicions, conferències, xarrades o aules de la tercera edat. També s'hi duen a terme activitats esportives i de lleure com ara balls, danses o jocs de taula.

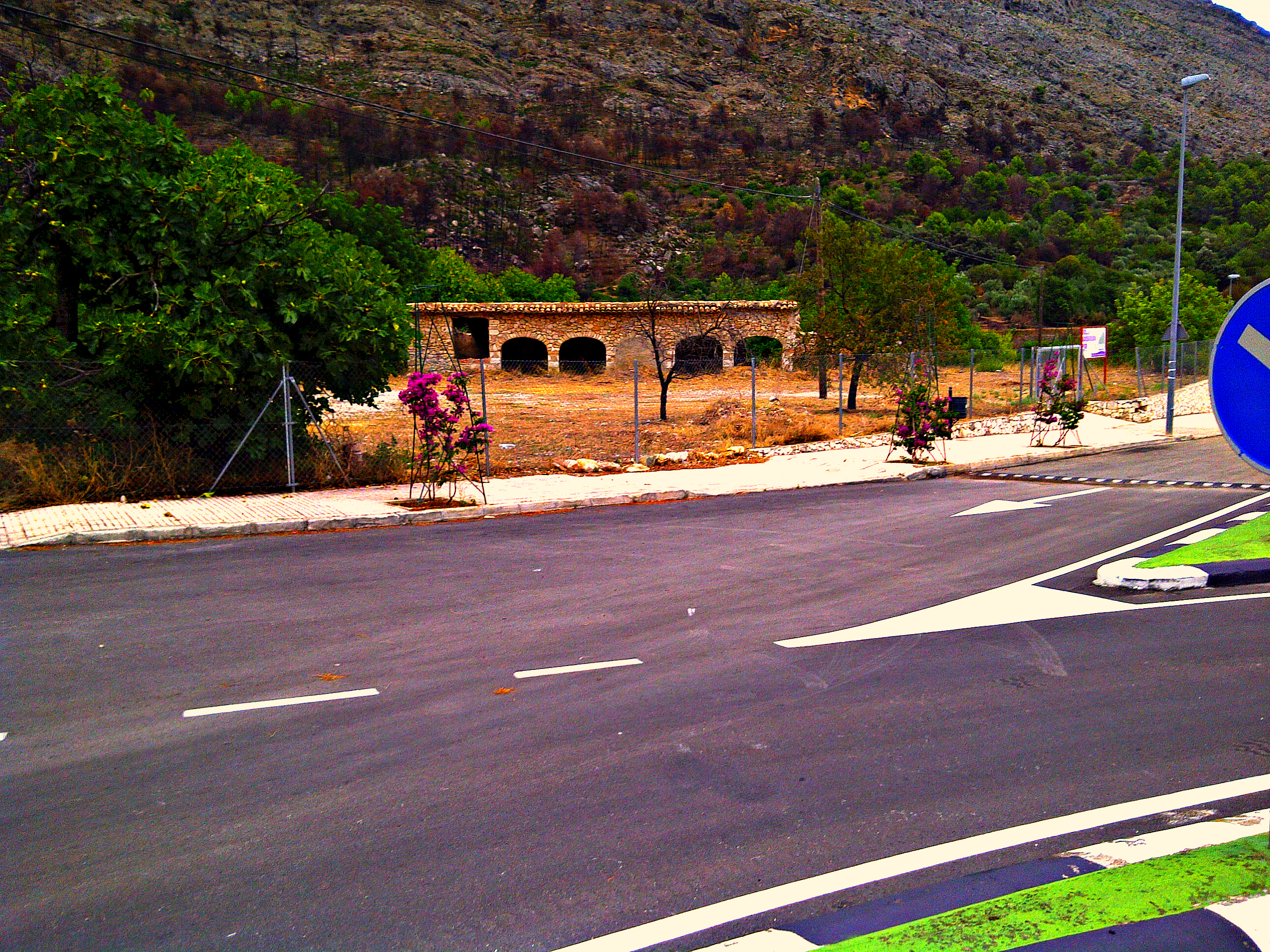
Un Riurau típico de Benichembla donde se secaba la pasa

- Els Riuraus. Els Riuraus s'utilitzaven per posar la passa dins, perquè no es banyarà. Encara queden alguns Riuraus al terme, però ja ningú escalda el raïm avui dia. A principis del segle XX fins a mitjans la pansa era el que sustentava principalment l'economia local. La pansa s'esportaba majoritàriament al Regne Unit de la Gran Bretanya.

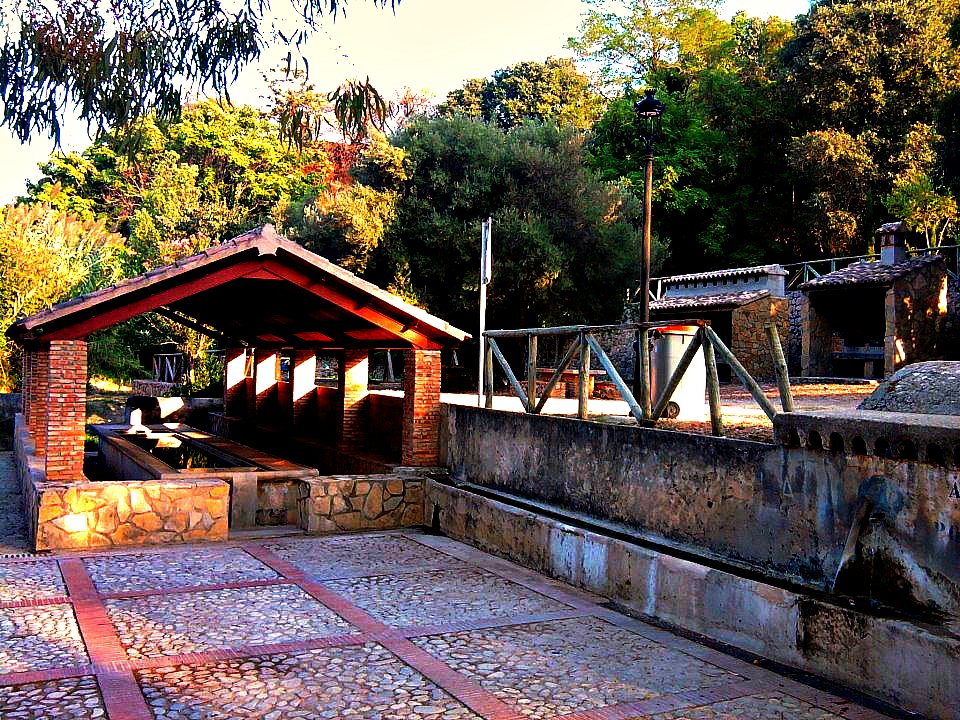
El Safareig de Benigembla

- El Safareig i La Font, i la seva zona recreativa amb barbacoa. També podrem visitar el Monument dels Arcs, un monument dedicat als nostres avantpassats i a la tècnica de la pedra seca. S'espera convertir aquest paratge properamrnt en un Parc Cultural.També cal destacar d'aquest paratge 2 parts per un costat el llavador o safareig on les dones rentaven la toba, i el beuredor on bevien els animals.

- El Pont de Parcent, fet de pedra per picapedrers.

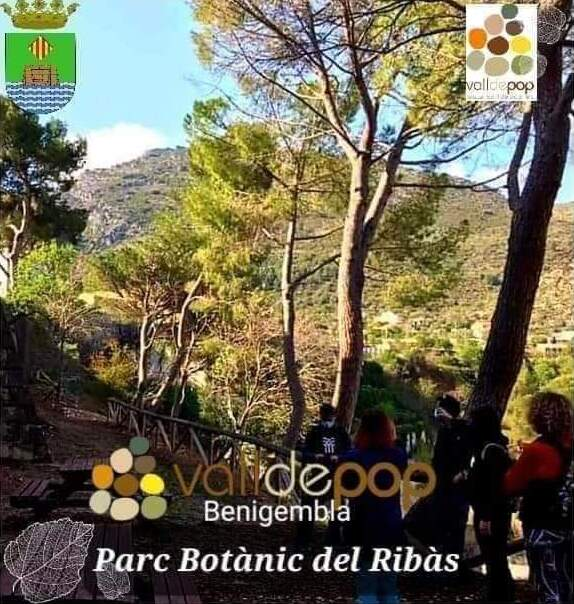
Parc Botànic del Ribàs

- Els  Murs i el Parc Botànic del Ribàs. Els murs circumval·len la part oest del poble i el protegixen de les crescudes del riu Gorgos. Com és sabut, la comarca de la Marina Alta es troba en un dels nuclis pluviomètrics més importants a terres valencianes el què ha comportat nombroses riuades al llarg del segle XIX i XX, sent el riu Xaló-Gorgos un dels protagonistes..Arran de la riuada del 1890 que fou de les més severes es vaien acabar de construir aquestos murs de contenció fer per picapedrers a principis del segle xx.Van ser construïts fa més de 115 anys gràcies al benefactor Baldomero Vega de Seoane, un representant en la Diputació d'Alacant, del partit de José Canalejas. Aquestos murs alçats en pedra picada, ha estat un símbol significatiu de la població des de la seua construcció a principis del segle xx. Tant, que fins i tot forma part de l'escut. A l'emblema de Benigembla podem veure a mode de símbol les ones del riu Gorgos colpejant els murs del Ribàs. Actualment la plaça més important del poble porta el seu nom. En aquest lloc es troba el Parc Botànic del Ribàs, un parc que ha estat renovat recentment en l'any 2022. Hi ha arbres de més de 100 anys, i altres espècies d'especial interès botànic. Recentment al 2022 es va portar a terme un projecte de recuperació de l'entorn que l'envolta, a través de la creació d'un parc botànic format majoritàriament per espècies de bosc caducifoli. És un Parc Botànic que és un parc referent de biodiversitat mediterrània per a tot l'interior de la comarca de la Marina Alta. Es troba en un lloc d'alt interès ecològic, i mediambiental junt al riu Gorgos cal també mencionar que aquesta zona és un LIC.

- Museu Viu d'Art Interactiu de Benigembla. En el Museu Viu de Benigembla l'art cobra vida als seus carrers. Benigembla també és coneguda pels seus grafitis, o Street Art. Tots els anys per la pimavera, o al començament de l'estiu s'organitza un festival en el qual participen grafiters d'arreu del món.

Entre els participants està Tardor Graffiti de la Xara, el mexicà Juan Andrés Vera, o Xolaka entre molts altres de renom.

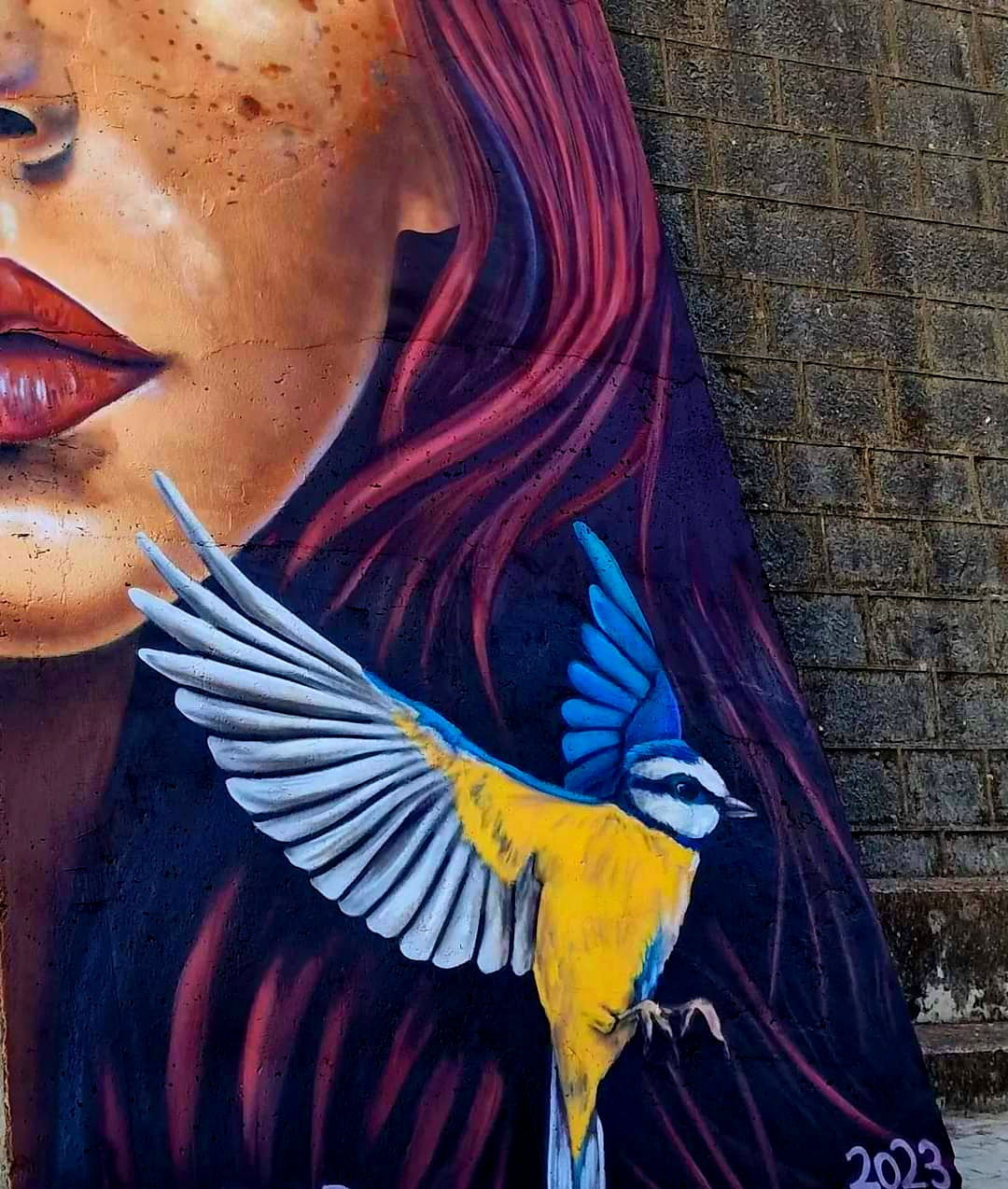
El Museu Viu d'Art de Benigembla

Des del 2018 es celebra aquest festival que ompli les façanes dels carrers de Benigembla d'art i de color. Una ocasió més per a visitar aquest poble amb encant per empapar-se d'art.
En octubre de 2006, el director francés Jean-Jacques Annuad, conegut per pel·lícules com El nom de la Rosa o per la pel·lícula Set anys al Tibet, va rodar part dels exteriors de la pel·lícula Sa Majesté Minor en el terme municipal de Benigembla.

## Festes i costums

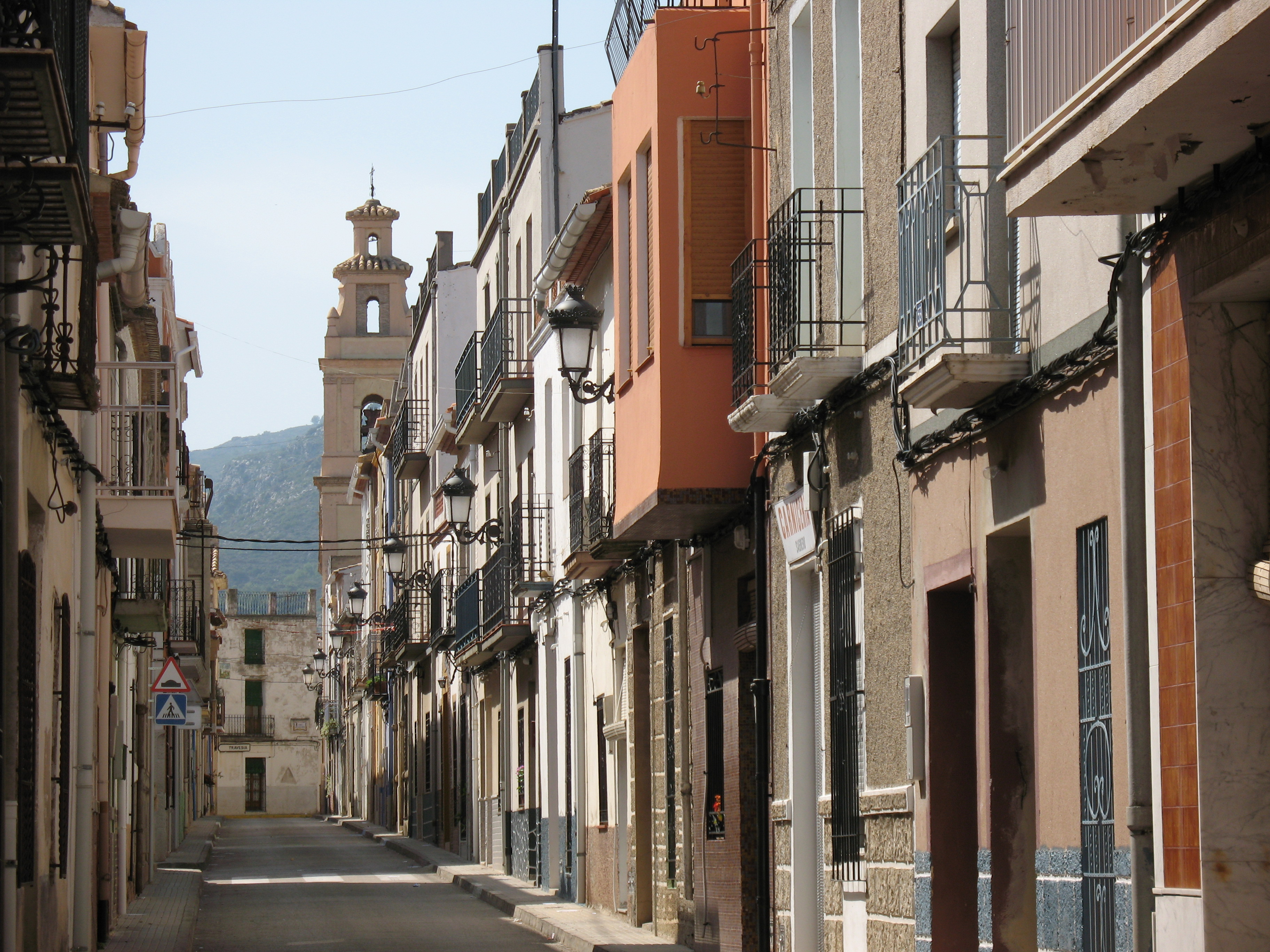
Benigembla

Les festes del poble se celebren en honor de sant Josep, sant Agustí, sant Francesc Xavier i la Verge d'Agost, i se celebren entre els dies 12 i 15 d'agost, encara que el dia 11 normalment es fa la presentació i hi ha revetla. Després del dia 15, hi ha tres dies de bous al carrer. Els bous al carrer és un costum molt arrelada a Benigembla, igual que la pilota en totes les seues varietats. El Soldaet de Benigembla fou uns dels millors jugadors de pilota a llargues del País Valencià. El dia 16 i 17 de gener també se celebren festes en honor de Sant Honorat i Sant Antoni. El dia de Sant Antoni hi ha el costum de beneir els animals del poble, i normalment s'organitza una revetla.

## Gastronomia

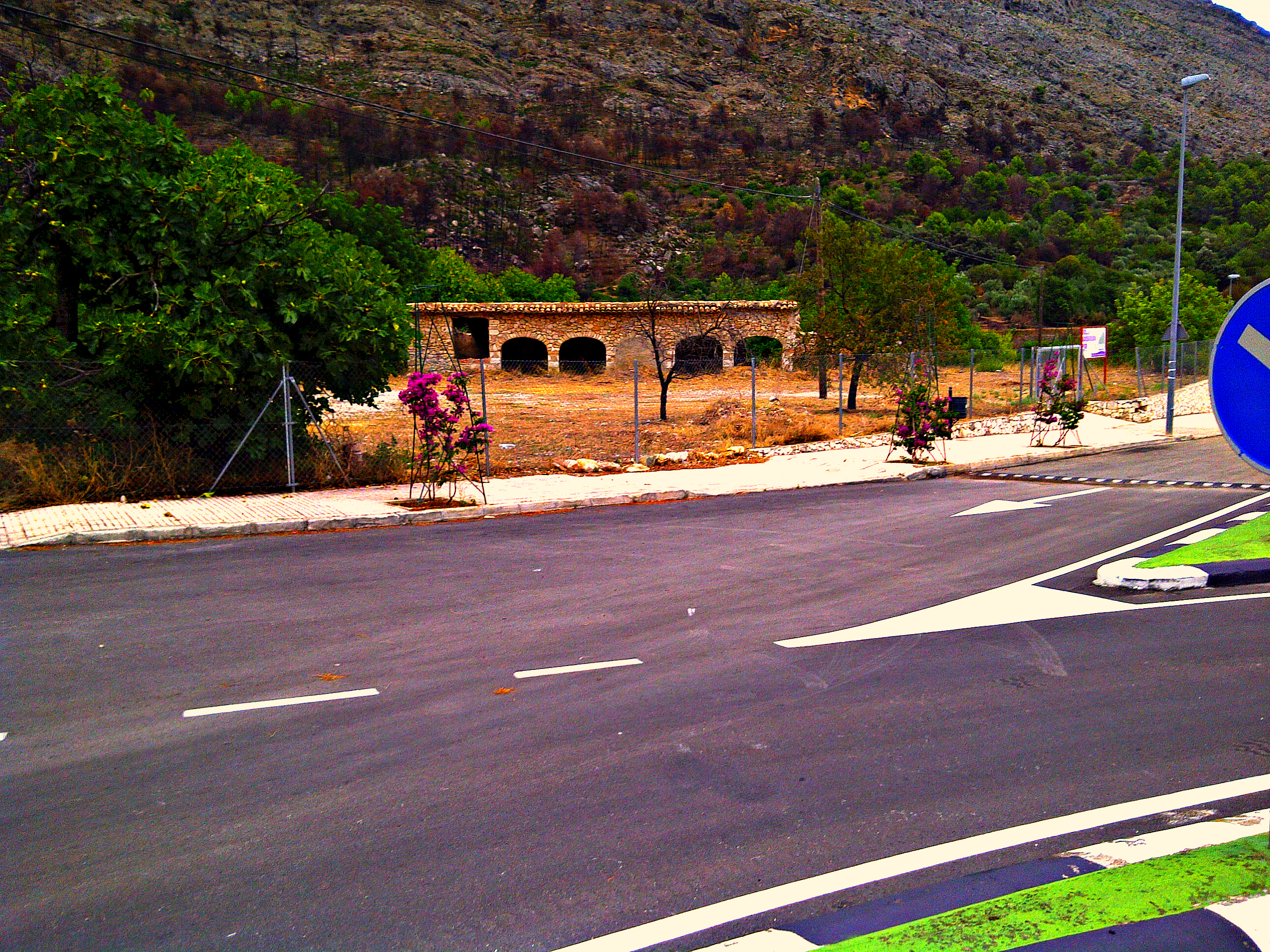
Un Riurau típic de Benigembla a on s'assecava la pansa

La gastronomia típica de Benigembla és la típica de la comarca de la Marina Alta. S'hi fan bollos (denominat minxos en altres pobles), unes coques farcides normalment de sardina o anxova. També són plats típics de salat la melva o la borra, així com les coques amb tomaqueta i pebrera, o sobrassada. També cal mencionar l'arròs amb naps i penques, l'arròs al forn, l'arròs caldós, el cous-cous i l'aspencat. Altres plats típics:
```
Arròs amb fesols i penques
Mullador.
Putxero.
Sang amb ceba i tomaca
```

## Símbols

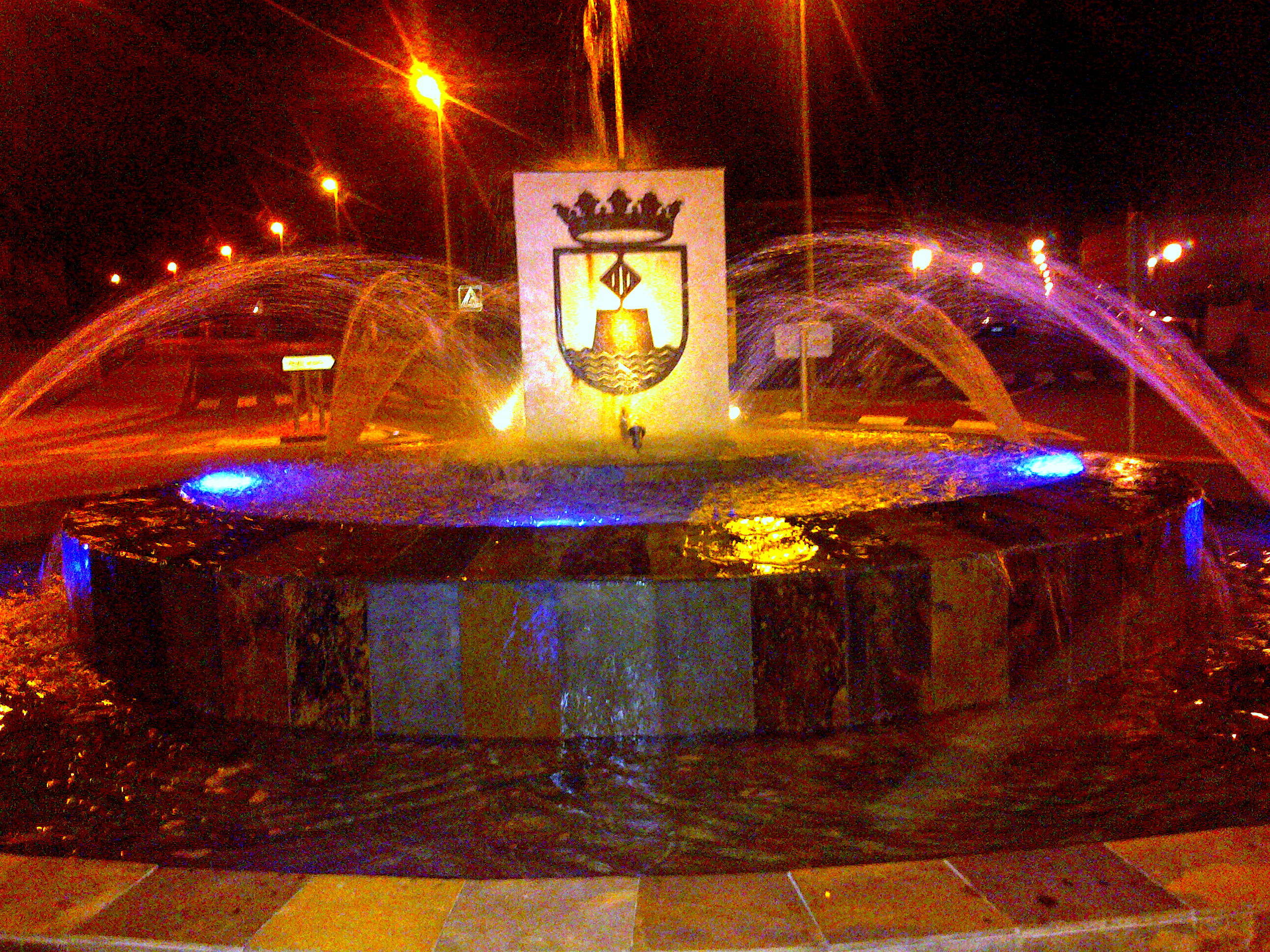
Una font de Benigembla amb l'escut del poble

El desembre de 1999 la Generalitat Valenciana aprova l'adopció de Benigembla com a denominació oficial del municipi, puix que és la històrica i tradicional, amb la qual cosa s'abandona la denominació Benichembla que s'havia usat primordialment durant el franquisme i era una transliteració castellana de la denominació valenciana.
L'escut del poble fou aprovat el 30 de gener de 1989. El ple de l'ajuntament va aprovar-ne la modificació el 30 de març de 1999, per la qual s'adaptava al timbre la corona reial oberta, en compte de la corona reial tancada que constava en l'expedient original de 1989. A més, destaca en l'escut la senyera quadribarrada, el mur que simbolitza el Castell de Pop i també els murs del ribàs que circumval·len la part oest del poble i el protegixen de les crescudes del riu Gorgos. Per acabar, estan les ones d'argent i atzur, que evoquen l'aigua del mateix riu.
La descripció de l'escut oficial de Benigembla diu així:
"Escut de sinople, el mur d'or, maçonat de sable, sostingut d'ones d'argent i atzur, sobremuntat d'escudet de losange, amb la senyera quadribarrada o els pals de la corona d'Aragó. Al timbre corona reial oberta."
El poble forma part de la Federació Valenciana de municipis i províncies, de la mancomunitat cultural, i també de la de serveis socials de la Marina Alta. El municipi també forma part de la Mancomunitat dels Pobles de Vall de Pop.